# Assistance Publique - Hôpitaux de Paris

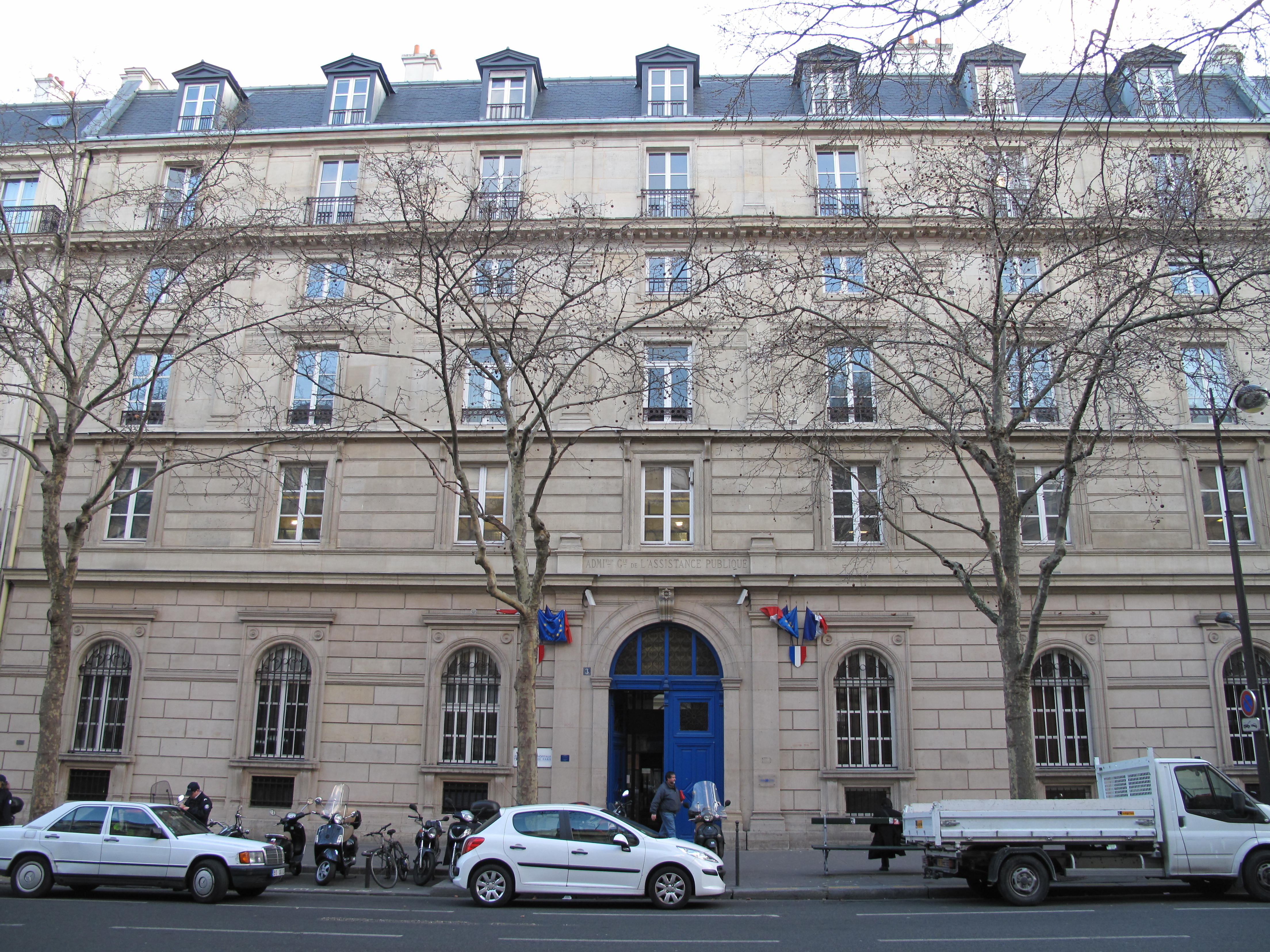
Sede dell'Assistance publique in Avenue Victoria, IV Arrondissement

Assistance publique - Hôpitaux de Paris (AP-HP) è il nome del consorzio pubblico (in francese établissement public de santé) degli ospedali universitari dell'area di Parigi. Comprende 39 ospedali e vi lavorano più di 100.000 persone per un totale di oltre 20.000 posti letto.

## Organizzazione
La gran parte dei 39 ospedali del consorzio è situata a Parigi o nell'area metropolitana, ma alcuni centri si trovano in altri dipartimenti dell'Île-de-France.
Gli ospedali aggregati al consorzio sono raggruppati in sei groupements hospitaliers universitaires (GHU):
| Gruppo                                                 | Nome dell'ospedale |
| ------------------------------------------------------ | --- |
| AP-HP. Centre - Università Paris-Cité                  | - Cochin - Hôtel-Dieu - Broca - Necker-Enfants malades - Hôpital européen Georges-Pompidou - Corentin-Celton - Vaugirard-Gabriel-Pallez - La Collégiale |
| AP-HP. Sorbonne Université                             | - Pitié-Salpêtrière - Charles-Foix - Tenon - Saint-Antoine - Rothschild - Armand-Trousseau - La Roche-Guyon                                             |
| AP-HP. Nord - Università Paris-Cité                    | - Saint-Louis - Lariboisière - Fernand-Widal - Bichat - Beaujon - Louis-Mourier - Bretonneau - Adélaïde-Hautval - Robert-Debré                          |
| AP-HP. Hôpitaux Universitaires Henri Mondor            | - Henri-Mondor - Albert-Chenevier - Emile-Roux - Joffre-Dupuytren - Georges-Clemenceau                                                                  |
| AP-HP. Université Paris Saclay                         | - Bicêtre - Paul-Brousse - Antoine-Béclère - Raymond Poincaré - Berck - Ambroise-Paré - Sainte-Périne                                                   |
| AP-HP. Hôpitaux Universitaires Paris Seine-Saint-Denis | - Avicenne - Jean-Verdier - René-Muret |

## Museo
Fa parte dell'Assistance publique anche un museo inaugurato nel 1934 e ospitato presso l'Hôtel de Miramion. I circa 8000 pezzi della collezione illustrano la storia degli ospedali di Parigi.